# 李位 (唐朝)
李位（762年—818年），唐朝宗室，祖籍陇西成纪（今甘肃省秦安县）人。李承乾玄孙，尚书右丞李廙之子。

## 生平
十四岁左右，以恩荫入仕，选为崇文馆学生。通过太常寺考试，外任同州参军。历任藩镇幕僚，唐德宗贞元十九年（803年），入振武节度使范希朝幕府，授太仆主簿。唐顺宗永贞元年（805年），担任神策军行营兵马范希朝属下节度推官，授监察御史，赐绯鱼袋；转任殿中侍御史，出为湖南观察使薛苹的都团练判官。唐宪宗元和三年（808年），出任浙东都团练副使。元和五年（810年），转任著作郎、岳州刺史，后为信州刺史。李位好黄老道学，多次祷祠。部将韦岳上告李位聚集方士图谋不轨，洪州监军高昌弹劾李位谋大逆。元和十二年（817年），唐宪宗派人捕拿李位，薛存诚、孔戣调查李位没有反状，韦岳因诬告被诛，李位贬建州司马。改任泉州刺史。后来升为御史中丞、邕州刺史兼邕管经略招讨使，平定乌浒蛮族叛乱。元和十三年（818年），因服食丹药中毒，在邕州任上去世，葬于长安县高阳原。柳宗元为他撰写墓志铭《唐故邕管经略招讨等使朝散大夫持节都督邕州诸军事守邕州刺史兼御史中丞赐紫金鱼袋李公墓志铭》，收录于《柳河东集·卷十》。

## 家族
- 高祖：李承乾，唐太宗太子，追赠荆州大都督、恒山愍王
  - 曾祖：李象，蕲春郡守，追赠越州大都督、郇国公
    - 祖父：李玭，太子詹事，宰相李适之之兄，追赠秘书监
      - 父亲：李廙，尚书左丞
        - 李位
        - 夫人：岭南陈氏，邕州都督陈昙之女
          - 儿子：李孟舆、李仲权、李季谋、李冲
          - 女婿，崔行俭，博陵崔氏；荥阳郑师贞，荥阳郑氏][3]